# Roys Lagoon
Die Roys Lagoon ist ein See im Mackenzie District der Region Canterbury auf der Südinsel von Neuseeland.

## Geographie
Die Roys Lagoon, von der Form her einer Banane gleichendem See, befindet sich rund 3,1 km östlich und rund 1,5 km südsüdöstlich des südlichen Endes des Lake Tekapo. Der Ort Lake Tekapo ist rund 5 km westsüdwestlich zu finden. Die Roys Lagoon liegt auf eine Höhe von rund 770 m und erstreckt sich mit einer Fläche von 24,4 Hektar über eine Länge von rund 1,26 km von Nordnordost in einem Linksbogen über eine südliche zur schließlich südöstliche Richtung. An der breitesten Stelle misst der See rund 225 m in Südwest-Nordost-Richtung und die gesamte Uferlinie beträgt rund 2,88 km.
Der einzige nennenswerte Zufluss zum See erfolgt an seinem südöstlichen Ende. Der Abfluss hingegen ist über einen unbenannten Bach nach Norden zum Lake Tekapo zu finden.
In der Mitte des Sees befindet sich eine knapp 1 Hektar große bewaldete Insel.